# 지동설

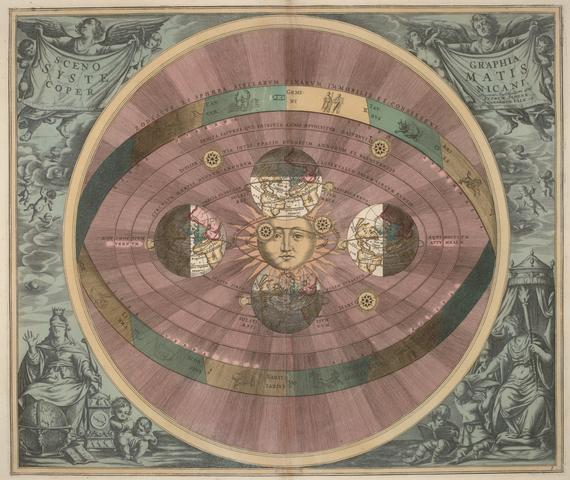
태양중심 체계

지동설(아래)과 지구중심설(위)의 비교

지동설(地動說) 또는 태양중심설(太陽中心說, 영어: heliocentrism)은 천문학에서 태양이 우주의 중심이고 지구는 태양의 주위를 도는 천체 중 하나라는 이론이다. 이는 현대 천문학으로 계승되면서 태양 또한 우주의 중심이 아닌 태양계의 우주에는 무수히 많은 항성계와 은하가 존재함이 밝혀졌다.
참고로 지동설은 그리스어(ήλιος Helios = sun 태양, κέντρον kentron = center 중심)로부터 유래된 단어인데, 역사적으로 지동설은 지구를 중심에 두는 지구중심설과 반대되었다(현대 이전에는 태양계와 우주의 구별이 불분명했다.). 지구가 정지해있는 태양을 중심으로 회전한다고 첫 번째 추측한 사람은 BC 3세기에 그리스인 아리스타르코스로 알려져 있다. 하지만 수학자이자 천문학자, 폴란드인 코페르니쿠스가 완전히 예측 가능한 태양중심 체계의 수학적 모델을 제시한 것은 그로부터 대략 1800년 후인 16세기에 이르러서였다. 코페르니쿠스체계는 후에 요하네스 케플러에 의해 다듬어지고 확장되었다. 또한 갈릴레오 갈릴레이가 천체 망원경을 만들어 내고 천체를 연구하며 지동설에 관한 근거를 내놓게 되었고, 그것이 지동설이 인정 받게 되는 결정적인 역할을 했다.

## 지동설의 발달

### 에우독소스의동심천구설
그리스시대에 플라톤의 아카데미아에서 수학했던 에우독소스(Eudoxos, 400?~350?B.C.)는 등속원운동과 천구의 개념을 바탕으로 한 동심천구설(Homocentric sphere model)을 주장한 바 있다. 이 설은 행성 ·달 ·태양의 불규칙한 운동을 지구를 중심으로 한 27개의 천구의 회전운동의 결합으로 설명하려 하였으나, 그 세부적인 계산에서 문제가 나타났다. 첫째, 천구의 궤도가 실제로는 원이 아니라는 문제이고, 둘째, 천체운동이 실제로 등속이 아니라 속도가 변한다는 문제가 있었다. (대부분의 고대인들은 모든 천체는 일정한 속도로 원 궤도를 따라 운동한다고 생각하였다.) 이는 과학적 우주상의 기초를 마련하였으며, 아리스토텔레스에 의하여 채용되었다.

### 아리스토텔레스의 우주관
고대에서 중세에 이르기까지 아리스토텔레스(Aristoteles, 384~322B.C.)의 우주관이 큰 영향력을 발휘했다. 아리스토텔레스의 우주는 크게 두 개의 세계로 나뉜다. 즉 우주의 중심인 지구로부터 달까지 이르는 달밑세계(sublunar world) 또는 지상계(terrestial world)와 달에서부터 그 바깥을 이르는 달윗세계(superlunar world) 또는 천상계(celestial world)로 구별되는 것이다. 지상계는 흙, 물, 공기, 불과 같은 4원소로 이루어져 있으나 천상계는 제5원소인 에테르(aether)로 구성되어 있다. 또한 두 세계에서는 일어나는 운동도 차이가 나는데, 지상계에서는 시작과 끝이 있는 직선운동이 주로 나타나지만, 천상계에서는 시작도 끝도 없는 완전한 운동인 등속원운동이 주로 존재한다. 아리스토텔레스는 태양이 중심에 있다는 이야기를 언급한 적이 있으나, 이는 매우 철학적인 수준의 언급이었다. 즉, 불인 태양은 지구보다 중요하기 때문에 우주의 가운데에 위치해야 한다는 관점이다.

### 아리스타르코스의 지동설
태양중심 체계를 처음으로 주장한 사람은 사모스의 아리스타르코스(Aristarchos, 310?~230B.C.)이다. 그는 현재 남아 있는 유일한 저서 『태양 및 달의 크기와 거리에 대해서』에서 삼각법을 이용하여 지구와 달 사이의 거리와, 지구와 태양사이의 거리의 비를 구하였다.(지구와 태양 사이의 거리가 지구와 달 사이의 거리의 18~20배라고 하였는데, 실제로는 약 400배이다.) 또한 에라토스테네스처럼 지구의 둘레를 측정하고 달과 태양의 시지름과 부피의 비도 구하여, 태양은 지구에 비해 6~7배 더 넓고 따라서 태양의 크기는 지구의 300배에 달한다고 결론지었다.
그는 태양이 지구보다 크기 때문에 태양의 연주운동은 지구의 공전으로 말미암은 것이고 또한 항성은 태양과 동등한 천체이기 때문에 그 일주운동은 지구의 자전에 의한 것이라고 주장했다. (지구와 태양의 상대적인 크기를 계산하는 것을 통해, 아리스타르코스가 거대한 태양이 지구의 주위를 도는 것보다 지구가 태양의 주위를 도는 것이 이치에 맞다는 생각을 했을 것이라고 추정하기도 한다.) 당시에는 플라톤과 아리스토텔레스 등의 지구중심설(천동설)이 주류를 이루었기 때문에 이러한 구상은 히파르코스 등에 의해 부정되었지만, 후에 코페르니쿠스의 선구가 되었다.

[참고] 아리스타르코스의 지동설이 받아들여지지 않은 이유 중에는 별의 시차(stellar parallax)에 의한 효과가 관측되지 않았다는 점이다. 별의 시차 값은 매우 작아서 근대에 들어와서야 관측에 성공했을 정도로 측정하기 매우 어렵다. (켄타우루스 별자리의 알파성은 지구에서 가장 가까운 별이지만, 시차각이 호의 1초(1”)밖에 되지 않을 정도로 미세하다.)

### 히파르코스의 우주구조
히파르코스(Hipparchos, 190?~120?B.C.)는 비교적 정확한 관측 자료와 천문관측기술을 바탕으로 에우독소스의 동심천구설의 문제점에 대한 해결책을 제시했다. 천구의 궤도가 실제로 원이 아니라는 점을 극복하기 위해 주전원을 도입하고, 천체의 운동이 실제로는 속도가 변한다는 점을 설명하기 위해 천체가, 중심이 아닌 이심(eccentric) 주위를 돈다고 가정하였다. 즉, 행성은 작은 원인 주전원(epicycle)을 돌면서, 일정한 속도로 대원(deferent)으로 알려진 큰 이심 주위를 도는 것이다.

### 프톨레마이오스의 우주구조

프톨레마이오스의 우주 모형
</br>
프톨레마이오스가 제안했던 우주를 간단한 모형으로 나타낸 그림이다. 행성이 주전원의 작은 궤도를 돌면서 대원의 큰 궤도를 돌고 있다. 계의 중심은 X(이심)며 지구는 중심에서 벗어나 있다. 이심을 기준으로 지구와 대칭되어 있는 점이 바로 동시심이며 프톨레마이오스가 새로 도입한 개념이다. 프톨레마이오스는 이러한 모형을 바탕으로 행성들의 밝기가 일 년 동안 변하는 것과 행성의 역행운동을 설명했다.

프톨레마이오스는 히파르코스의 기하학적 모델과 관측자료, 그리스의 이론적인 천문학을 결합하여 "수학의 집대성(He mathematike syntaxisl)"에서 총정리하였다. 이 책은 '위대한 천문학자의 책'으로 지칭되다가 9세기에 아랍 천문학자들이 이 책을 번역하면서 아랍어의 정관사 알(al)에 '위대하다'는 뜻의 그리스어 최상급이었던 '메기스테(Megiste)'가 합쳐져서 "알마게스트(Almagest)"로 오늘날까지 알려진다.
『알마게스트 Almagest』에 나타난 그의 우주구조는 지구는 우주의 중심에 위치해 있고 맨 바깥의 '항성천구(Stellar sphere)가 우주의 바깥 경계이다. 항성천구 바로 안쪽부터는 행성의 천구(heavenly sphere)들이 토성, 목성, 화성, 태양, 금성, 수성 , 달의 순서로 지구를 중심으로 해서 돌고 있다. 프톨레마이오스는 고대부터 지구 중심설에 반하는 두 가지 데이터인 행성의 밝기 문제와 역행운동을 설명하기 위해서 주전원, 대원, 이심 같은 개념을 좀 더 확장시켰다. 이전의 개념은 이심원은 이심을 중심으로 하는(지구는 중심에서 벗어나 있으며 천구의 중심이다.) 거대한 원이고, 주전원은 중심이 이심원의 원주를 따라 회전하는 작은 원이다. 태양과 달, 그리고 다른 행성들은 각각의 주전원의 원주를 따라 움직인다. 하지만 이 이론만으로는 모든 행성들의 관측된 현상을 완전히 설명할 수 없었기 때문에 프톨레마이오스는 여기에 동시심(equant)의 개념을 더 도입했다. 그는 행성의 주전원의 중심이 동시심이라고 부르는 점을 중심으로 일정한 속도로 원운동을 하고 있다고 가정했다. - 이러한 가정은 동시심에서는 주전원의 중심이 일정하게 운동하지만 이심원에 대해서는 일정하지 않을 것이라는 것을 말해준다. 이것은 천체의 운동을 더욱 정확하게 설명할 수 있는 장치를 마련해 주었지만 동시에 등속원운동이라는 아리스토텔레스의 교리도 무너지게 되었다. - 동시심은 가상점으로서 이심원의 지름 위에 있으나 이심을 기준으로 할 때는 지구의 반대쪽에 있는 점이다. 즉 이심은 지구와 동시심의 중간에 있게 된다. 이러한 가정에 의해 그는 관측된 많은 행성운동을 더 잘 설명할 수 있었다. 프톨레마이오스에 의해 지구중심설(천동설)은 구체화되어 약 1400여 년 동안 지구가 우주의 중심에 있다고 믿게 된다.

### 코페르니쿠스지동설

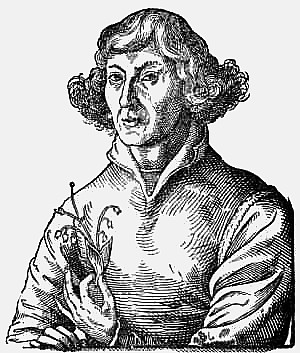
니콜라우스 코페르니쿠스, 16세기

16세기에 니콜라우스 코페르니쿠스(Nicolaus Copernicus, 1473.2.19~1543.5.24)는 태양이 우주의 중심이고 지구가 태양 주위를 돌고 있다는 지동설(Copernican heliocentrism)을 주장하였다. 하지만 이는 현재의 태양계의 구조와는 차이가 있다. 프톨레마이오스의 구조와 거의 비슷하고 단지 우주의 중심에 있던 지구와 달의 위치를 태양과 바꾸어서, 태양이 우주의 중심에 오게 하였다. 원형 궤도와 주전원, 이심 등의 기존의 지구 중심적 구조는 그대로 차용하였다. 이러한 코페르니쿠스의 체계화된 태양계의 구조를 코페르니쿠스 체계(Copernican system)라고 한다. 코페르니쿠스는 1530년쯤에 자신의 주된 역작인 『천구의 회전에 관하여 De Revolutionibus orbium caelestium』를 완성하였지만, 출판하지는 않았다. 전해 오는 이야기에 따르면, 1543년 5월 24일 그가 죽던 날 이 책의 인쇄본을 전달받았다고 한다.

#### 코페르니쿠스 체계의 장점의 이 같은 변혁은프톨레마이오스의 우주구조가 지니는 몇 가지 문제점을 해결해 주었다.
- ① 지구를 주위로 한 행성들의 배열의 순서와 그것들의 주기가 지닌 문제

이름 어려운 색히의 우주구조는 회전주기가 짧은 행성을 중심으로부터 가까운 궤도에 위치시켰다. 따라서 바깥에서부터 회전주기가 감소하는 순서로 배열되어 있고, 맨 안쪽에는 달의 궤도가 있다. 그러나 이 구조에 의하면 태양과 수성, 금성은 모두 회전주기가 약 1년 정도로 비슷해서 이들 사이의 순서가 문제가 되었다. 이는 수성과 금성이 실제로는 태양의 주위를 도는데 이를 억지로 지구의 주위를 돌게 가정해서 생기는 문제이기 때문에, 태양 주위에 (회전주기가 가장 작은) 수성부터 (그 당시 관측 가능했던 행성 중 회전주기가 가장 큰) 토성까지 순서대로 배열된 코페르니쿠스의 우주구조에서는 이 문제가 나타나지 않는다.

- ② 행성들의 역행운동(retrograde motion)

행성들의 역행운동은 고대부터 관측되어 왔으나, 프톨레마이오스의 우주구조에서는 간단하게 설명되지 않았다. 우주의 중심에 지구가 정지해 있고, 그 주위를 행성이 도는 구조에서는 이 같은 현상이 일어날 수 없기 때문이다. 프톨레마이오스는 이 현상을 주전원(epicycle)을 사용해서 설명했지만, 코페르니쿠스의 체계에서는 이 같은 행성의 역행운동을 굳이 주전원을 사용하지 않고도 우주구조 자체로서 설명할 수 있다.

- ③ 내행성(inferior planet)(수성과 금성)이 태양으로부터 유한한 거리 안에서 운동하는 문제

지구 중심의 우주구조에서는 태양과 내행성이 지구를 중심으로 각각 독자적인 원운동을 하기 때문에, 내행성의 운동범위가 한정될 이유가 없다. 하지만 코페르니쿠스 우주구조에서는 태양을 중심으로 한 내행성의 궤도가 완전히 지구의 궤도 속에 포함되어 있기 때문에, 태양과 행성 사이에는 최대 이각이 존재하게 된다. 따라서 세 번째 문제에 대해서도 코페르니쿠스의 체계는 주전원이나 별도의 가정이 없이, 우주구조 자체만으로 설명이 가능하다.

#### 코페르니쿠스변혁의 한계
코페르니쿠스의 변혁은 가히 혁명적이었지만, 아리스토텔레스와 프톨레마이오스의 우주관의 전체 골격은 그대로 두고 세부만 바꾼 변혁이었다. 기존의 우주구조의 기본 요소인 천구는 그대로 존재했고, 행성과 지구는 여전히 이 천구들에 고정되어 돌도록 되어 있었다. 무엇보다도 원을 중요시하는 경향을 코페르니쿠스도 그대로 고수했다. 천체의 가장 자연스러운 운동을 등속원운동으로 생각하여 그 당시의 부정확한 관측 데이터에 맞추기 위해 주전원, 이심 등을 그대로 도입하였다.

## 지동설의 정립
요하네스 케플러(Johannes Kepler, 1571.12.27~1630.11.15)는 덴마크의 천문학자 티코 브라헤(Tycho Brahe, 1546~1601)의 정확한 천문 관측 데이터를 바탕으로, 행성의 운동에 타원궤도를 도입하여 1609년 「신천문학(Astronomia Nova)」에 행성의 운동 속도에 대한 두 가지 법칙을 발표했다. 케플러의 제 1법칙은 "행성은 태양을 초점으로 하는 타원을 따라 돈다.", 제 2법칙은 "태양에서 행성까지 연결한 선은 동일한 시간에 동일한 면적을 쓸고 지나간다"는 것이다. 또한 10년 뒤 1619년에「세계의 조화(Harmonice Mundi)」에서 "행성의 주기의 제곱에 대한 행성궤도의 평균 반지름의 세제곱의 비율은 태양계 내의 모든 행성들에 대해 일정하다."는 제 3법칙을 발표했다. 케플러의 세 법칙으로부터 천체는 등속원운동을 해야 한다는 굴레에서 벗어났으며, 주전원, 이심 등이 필요하지 않게 되었다. 이로써 우주의 구조는 기하학적 도형과 간단한 속도법칙에 의해 행성의 운동이 거의 완전히 기술할 수 있게 된 것이다.

금성의 위상 변화

이 후 망원경을 고안한 갈릴레오 갈릴레이(Galileo Galilei 1564.2.15 ~ 1642.1.8)의 관찰로부터 코페르니쿠스 체계를 뒷받침할만한 증거들이 발견되었다. 망원경을 통해 하늘에는 무수히 많은 별이 있다는 것, 별들의 크기가 육안으로 보았을 때보다 훨씬 작다는 것을 발견하였다. 이것은 별들의 거리가 시차가 관측되지 않을 만큼 멀리 떨어져 있다는 것을 의미한다. 또한 망원경을 통해 본 달의 표면이 지구의 표면과 비슷하고, 태양에서도 움직임이 불규칙한 흑점이 있다는 것을 관찰하면서 완전한 것으로 여겨졌던 천상계가 불완전한 지상계와 다르지 않다는 것을 알게 되었다. 무엇보다도 주기적으로 바뀌는 금성의 크기와 밝기를 관측한 것은 코페르니쿠스 체계에 대한 강력한 증거가 되었다. 이후 아이작 뉴턴(Isaac Newton 1642?1643?~ 1727)의 만유인력에 바탕을 둔 궤도해석과 제임스 브래들리 (James Bradley 1693.3 ~ 1762.7.13)의 광행차 발견(1727), 프리드리히 베셀(Friedrich Wilhelm Bessel 1784.7.22 ~ 1846.3.17)등의 연주시차의 검증(1838)에 의하여 지동설은 확고한 것이 되었다.

## 현대 과학의 관점
태양 중심 관점 또한 엄밀한 의미에서 옳지 않다는 생각은 단계적으로 형성되었다. 태양은 우주의 중심이 아니라 무수히 많은 별들 중의 하나라는 것은 신비주의자 조르다노 브루노(Giordano Bruno, 1548~1600.2.17)에 의해 강하게 주장되었다. 갈릴레오 갈릴레이도 같은 견해를 가지고 있었지만 교회의 노여움과 부딪치는 것을 원하지 않아 그 문제에 대해서는 거의 말하지 않았다. 18세기와 19세기가 지나면서, 태양의 지위가 단지 많은 별들 중 하나에 불과하다는 것은 점점 명백해졌다. 20세기 무렵, 심지어 아직 많은 은하들이 발견되지 않았음에도 불구하고, 그것은 더 이상 화제가 되지도 않았다.
태양계에서만 생각해보더라도 태양은 어떤 행성의 궤도의 기하학적인 중심이 아니라 타원궤도의 초점 중 하나이다. 게다가 행성의 질량이 태양의 질량과 비교했을 때 상대적으로 클수록 그 항성계의 질량중심은 어머니 항성의 중심에서 더욱 먼 곳에 위치하게 된다.(행성들의 질량은, 목성의 경우, 태양 질량의 0.14%에 달한다.) 그러므로 태양의 운동에 흔들림이 있는 것을 통해 행성의 존재를 추측할 수 있다. 마찬가지로 태양 외 다른 항성들이 떨리는 것을 통해 외계 행성들이 존재함을 알 수 있다.

## 19세기 이전기독교교리와의 마찰
"최근 지동설이 당시 과학적 근거가 없었기에 인정이 안 되었을 뿐, 기독교 교리와는 관계가 없다는 듯이 설명하려는 움직임이 존재한다. 그러나, 이 주장은 일부 신학자들의 주장에 불과하며, 과학사학계에서는 전혀 인정이 되지 않는 주장이다. 당시 천동설과 지동설 논쟁에 대해 연구한 과학계의 논조는 대부분 논점을 최소로 한다 하더라도 "기독교 교리와 연관은 있지만, 동시에 지동설이 완벽한 설득력을 갖춘 것은 아니었다."라고 설명하며, 아예 기독교 교리와 관계가 없다고 서술하는 논조는 찾아보기 매우 힘들다. 물론, 갈릴레오 갈릴레이가 재판 건에 대해서는, 그가 했다고 소문난 일부 어록은 실제로 했을지에 대한 그 진위가 의심되며, 흔히들 알고 있는 그러한 극적인 재판 같은 것은 없었으나 이것을 지동설 인정 여부와 기독교 교리를 독립화시키려는 움직임으로까지 확대시키는 것은 오류이며, 명백히 당시 1차, 2차 재판은 교리에 의한 지동설 탄압으로 보는 것이 타당하다."
13세기 이후 두드러진 스콜라주의적 사조의 주요 이론가라고 할 수 있는 토마스 아퀴나스가 저술한 『신학대전』에 따르면, 지구는 특별한 의미를 갖는다. 그는 아리스토텔레스의 천동설을 받아들였으며, 신과 인간의 사건이 벌어지는 장소인 '지구'에 특별한 의미를 부여했다. 이후 스콜라주의자들은 대부분이 천동설을 근거로 목적론적 기독교관을 설파했으며, 15세기에 이르러선 이러한 해석이 서구유럽 기독교 내에서 주류적 관점으로 잡히기 시작한다.
- 조르다노 브루노가 화형을 당할 때의 죄목 중 첫 번째와 후에 추가된 약 20가지의 죄목 중 다섯 번째와 관련된 "신이 창조한 행성들 외 다른 행성을 논하고 있으며, 행성에 관한 여러 가지 무지를 드러냄"[1]에 대한 목록 중에는 지동설에 관한 내용도 포함이 되어있으며, 이 내용은 이탈리아의 사학자인 Luigi Firpo가 1949년에 낸 『Il processo di Giordano Bruno』(조르다노 브루노 재판)에서 상세히 논해지고 있다. 혹자는 해당 죄문은 헤르메스주의, 칼뱅주의라는 복합적인 요소와 얽혀져있기에 지동설에 대한 반감은 아니다라고 하기도 하지만, 애초에 지구가 태양 주위를 돈다는 내용 자체를 비판했다는 점에서 지동설의 기본적인 전제(또는 결론적 입장)에 대해서 기본적인 입장을 내보인 것이라고 할 수 있다. 즉, 그 당시 기독교가 지동설에 대한 좋지 않은 관점을 교리적 원인으로부터 갖고 있었다는 점은 부정하기 힘들어 보인다. 그리고 브루노가 칼뱅파가 되었다는 내용은 브루노 사후 약 100년 후에 발견된 개혁교회 이탈리아 난민 리스트에 들어가 있다는 이유로 떠도는 설인데, 학계에서 그가 칼뱅주의자였다는 것은 일반적으로 인정되지 않는 것이며, 인정한다고 해도 잠깐 받아들였으나 얼마 안 가 칼뱅주의와도 결별한 것으로 취급하고 있다.

- 『천구의 회전에 관하여』가 브루노 사후 16년 후에 행해졌기에, 지동설 탄압은 없었다라고 주장하는 것도 역시 오류가 포함된 주장이다. 1551년 때 교황청은 역법 개정 때 코페르니쿠스 체계를 이용하였다. 따라서 그의 저서를 바로 금서로 지정하기에는 무리가 있었기에 출판 후 약 70년 후 시점에서 금서가 된 것이다. 또한, 출판 당시만 해도 바티칸에서는 그의 서적을 금서로 지정하려고 했었다. 그리고 1차 금서화 된 1616년은 지동설 근거가 폭발적으로 나타나던 1610년대 초반의 시기와 겹치며, 동시에 이 시기는 『천구의 회전에 관하여』라는 서적이 다시금 힘을 발휘하기 시작한 때이기도 하다.[2][3]

- 프톨레마이오스가 "지구가 중심에 있다는 것은, 지구의 가치가 높다는 것을 의미하는 게 아니며, 지구는 우주적 차원에서 한 점일 뿐이다."라고 주장했다는 것으로 기독교가 지구중심설에 대해 어떠한 입장을 지녔는지 설명하려고 하는 움직임도 존재하는데, 애초에 그는 기독교인이 아니었으며, 당시는 기독교가 사회의 주류로 자리 잡기 전이었다. 따라서 그의 주장으로 기독교가 지동설과 천동설에 대해 어떠한 교리적 입장을 지녔는지 증명하는 것은 온당한 논리가 아니라고 할 수 있다.

- 교황청이 지동설을 가설 차원으로 다루는 것을 허용했다는 것은 사실이나, 어디까지나 그것은 현재적으로 유지되는 학설(천동설)과 비교하여 해당 학설을 더 견고화하는 용도에서의 '가설' 차원으로서 다루는 것을 허용한 것일 뿐, 이를 정설로까지 발전시킬 정도로 지원을 한다거나 학제에 편입시키겠다는 뜻은 전혀 아니었다. 일부 신학자의 경우는 1630년에 출판된 『두 우주 체계에 대한 대화』의 내용을 거론하면서, 마치 이 서적이 지동설에 대한 진지한 설파보다는 천동설론자를 완전히 천치로 만드는 목적 외에 쓰여지지 않았기에 갈릴레오 갈릴레이가 탄압을 받은 것마냥 서술하지만, 천동설론자가 천치로 묘사되는 것과는 별개로 진지한 고민이 없는 것은 아니었다.

- 당시 지동설 탄압을 마치 개신교와 가톨릭 간의 대립으로 설명하면서, 예민해진 가톨릭에 의해 제재된 것이라는 주장이 있다. 이는 틀린 말이다. 개신교라고 해서 코페르니쿠스의 지동설을 받아들인 것은 아니었으며, 당시 주류적 흐름을 비판했던 개신교 쪽도 역시 지동설에 대해서 심한 비판을 가했다는 것이 사실이다. 일례로 루터는 "사람들은 하늘이나 태양과 달이 도는 것이 아니라 지구가 돈다는 것을 보여 주려고 애쓴 한 건방진 점성가에게 귀를 기울인다. 영리해보이기를 원하는 자는 누구이건 어떤 새로운 체계 물론 모든 체계들 가운데 가장 훌륭한 체계를 고안해 내야 한다. 이 바보는 천문학 전체를 뒤집어 놓으려고 한다. 그러나 성스러운 복음서는 여호수아가 태양에게 정지를 명령했지 지구에게 한 것이 아님을 우리에게 말해주고 있다."[4]라고 지동설을 평하기도 했다.[5] 따라서, 가톨릭의 제재는 종교 대립으로 예민해진 것 때문이라는 말은 단순히 교리 상의 문제라는 것을 희석시키는 의도로 보일 수밖에 없으며, 가톨릭 계열에서 상대가 개신교라는 것을 들씌우며 정치적 공세를 취할 때, 지동설 또는 천동설 여부는 관계가 없는 것이었다. 물론, 정치적으로 예민해진 시기라, 탄압의 수위가 과거에 비해 높아지긴 했지만, 본질적으로 볼 때 개혁교회와의 대결이 지동설 탄압으로 이어진 것은 전혀 사실이 아니다. 그러므로, 기독교 자체의 교리상 문제로 넘어가는 게 자연스럽다.

- 갈릴레오 갈릴레이를 자금적으로 지원했던 신자들의 존재와 별개[6]로, 지동설이 교리와 어긋나는 것이라는 입장을 가진 당시 발언은 쉽게 찾아볼 수 있다. 당장 예수회 신부인 잉꼬페르(Melchior Inchofer)는 지동설에 대해 "이단적이면서도 가장 유해한 것이다."라고 평가할 정도였으며, "신의 현현을 반대하는 논증은 지구가 움직임을 보여 주려는 논증에 비하면 오히려 관대한 취급을 받아야 한다."라고까지 할 정도였다. 또한 감리회의 창시자인 존 웨슬리의 경우도 역시 지동설을 이단적이라고 평가했다.[7] 또한, 갈릴레이가 요하네스 케플러의 원운동 법칙을 거부한 것은 사실이나, 이후에 개량된 망원경을 통해 금성의 위상 변화와 목적의 위성 및 태양 흑점 변화를 관찰하여서 다른 실증적 근거를 내놓았기에 문제가 되지 않았다.[8]

실제 과학과 종교의 갈등이라는 것은 궁극적으로 권위에 대한 도전과 싸움이다.종교는 과학과는 달리 권위를 통해서 대상을 파악하고 해석하는 것을 근본으로 삼았다. 중세 스콜라철학자들로부터 그 권위의 실체를 쉽게 확인할 수 있는데,그들은 성서, 가톨릭 신념과 관련된 교리, 아리스토텔레스 학문의 가르침에 대해 절대적 권위를 부여하고 오직 그 권위로부터 나온 강령에 따라 모든 것을 이해하고 행동하려 했다. 따라서 어떤 대상일지라도 관찰과 실험에 의존하기보다 성경 복음서나 아리스토텔레스 학문으로부터 추출된 연역(演繹)과정을 거쳐야만 승인을 받을 수 있었다.
마지막으로 "지동설론자들은 모두 기독교인이었기에, 지동설은 기독교 교리에 어긋나지 않는다."라는 반론은 "기독교인 과학자면 무조건 창조론자일 것이다."라고 주장하는 것과 같다. 한 개인이 연구하는 분야와 해당 개인의 신앙을 연결시키는 논리는 부당한 논리이며, 중요한 것은 해당 학자가 특정 학문을 정말 해당 특정 학문의 논리대로 보느냐, 아니면 정치적, 신앙적 단견을 해당 학문에 적용하느냐이다.

## 같이 보기
- 천동설
- 천문학의 역사
- 아리스타르코스
- 클라우디오스 프톨레마이오스
- 니콜라우스 코페르니쿠스
- 요하네스 케플러
- 갈릴레오 갈릴레이
- 홍대용

## 참고 문헌
- 김영식, 임경순 공저, 《과학사신론》, 다산출판사, 2002[쪽 번호 필요]
- James T. Cushing 원저, 송진웅 옮김, 《물리학의 역사와 철학》, (주)도서출판 북스힐, 2006[쪽 번호 필요]